# 機動戦艦ナデシコの登場人物
- 機動戦艦ナデシコ > 機動戦艦ナデシコの登場人物
- 機動戦艦ナデシコ -The prince of darkness- > 機動戦艦ナデシコの登場人物

機動戦艦ナデシコの登場人物（きどうせんかんナデシコのとうじょうじんぶつ）は、アニメ『機動戦艦ナデシコ』及びその関連作品に登場する架空の人物の一覧である。

## TV版の登場人物
片仮名表記の人物名に（）で漢字表記が併記されている者は『機動戦艦ナデシコ フィルムブック』1巻の記述より。

### 主人公
テンカワ・アキト（天河 明人）
声：上田祐司（現：うえだゆうじ）
本作の主人公。コック兼エステバリスのパイロット。パーソナルカラーはショッキングピンク。18歳。身長175cm、体重62kg。趣味はビデオ鑑賞。嫌いな食べ物はインスタント食品。火星生まれの火星育ちでユートピアコロニーの出身。両親は、ユリカが火星を発った日に起こったテロに巻き込まれて死亡している。
火星が木星蜥蜴の襲撃を受けた際に地下シェルターに避難していたがなぜか地球へと飛ばされてしまう。木星蜥蜴への恐怖心が強く、それが原因で定食屋のアルバイトをクビにされる。途方に暮れていた時道ばたで偶然にもナデシコに向かうユリカと再会。両親の死に疑念を抱いていた彼は真相をユリカに聞くためにナデシコに乗り込もうとして捕まってしまうが、取調で素性を知ったプロスペクターによりコックとして採用された。ガイの操縦するエステバリスを見物していた際、ナデシコが木星蜥蜴の襲撃を受け、なりゆきで搭乗してしまう。その後無断使用を不問に伏す条件としてゴートから臨時パイロットに任命された。そうした経緯から当初はコックである事にこだわり、パイロットとして戦うことに積極的ではなかったが、ガイの非業の死をきっかけとして、自らの意思でパイロットとして戦うようになる。
始めはアイちゃんを助けられなかったトラウマに怯えて思うように戦えずにいたが、守るために戦うという正義感でそれを克服する。 しかしパイロットとしての技量自体は、ナデシコ乗艦までまったくの素人だった事もあり、優れている訳ではなく、またエステバリスのシステムを全く理解しておらず、ウリバタケの忠告を無視して失態を演じることも多かった。しかし咄嗟の発想でピンチを乗り切るなど、潜在的には高い技量を持っていることが窺える。またガイの影響によりエステバリス操縦時にしばしば「ゲキガンフレア」などの技名を叫んでいる。
謎の敵「木星蜥蜴」の正体が100年前に追放された人類の一団であると発覚すると、故郷や知り合った人々を無惨に殺されてきたことで他のクルーたちとは逆に憎悪を露わにする反面、人間と戦うことに意義を見いだせず迷い続けるが、ボソンジャンプの存在が明らかになってからはネルガルにジャンパー能力を研究対象として狙われるようになる。ネルガルの陰謀を知ってからは、ユリカ達と共に木連と和平を結び戦争を終わらせることを決意するものの、白鳥九十九の暗殺で失敗に終わる。自分らしく在る事と、現実とのギャップに苦しみ続けた彼であったが、最終的には火星遺跡上空の決戦時にようやくユリカを好きだという自分の気持ちに素直になって告白し、同時に戦争を終わらせるきっかけを作ることに成功する。
ユリカとは幼稚園の頃からの幼なじみで、当時火星のユートピアコロニーでユリカとアキトの家はお隣さん同士だった。幼いころからユリカが一方的に追いかけアキトは無関心を装っていたが決してユリカを嫌っていたわけではなく、ある事件で彼女を助けられなかった事を悔やんでIFS処理をしている。ナデシコ乗艦当初も、好意を丸出しで迫るユリカに取り合わず、両親の死に関わりがあるようなら「殺す」とまで発言する場面もあったが、本心では初恋の相手として意識していたようである。ちなみにアキトのファーストキスはユリカであったがユリカは覚えていなかった。しかし優柔不断な態度が裏目に出て、ガイの死をきっかけに悲しみを共有したメグミからも好意を寄せられるようになり、三角関係に発展してしまう。艦長としてあるべき姿に悩むユリカと、戦争の中でどう生きるべきか迷うアキトはすれ違いを繰り返しながら、次第に距離を近づけてゆく。最終話で火星遺跡上空での決戦時ようやくアキトはユリカに告白し、初めてお互いの気持ちが通じあう。
地球では体内にナノマシンを注入することに不信感をもつ者が多く、IFS処理をしているのはパイロットとホシノ・ルリのようなオペレーターくらいで露骨な偏見を持たれている。だが、ナノマシンのテラフォーミングによって人類の居住が可能となった火星ではナノマシンは身近な存在であり、IFS処理をしている一般人は珍しくもない（火星では工業用トラクターすらIFS対応）。アキトがコックを志す理由は、マズイ野菜を上手に調理して美味しく食べさせてくれるコックに憧れを抱いたことが切っ掛け。
終戦後にはラーメンの屋台を経営し、後にユリカにプロポーズした。その後ユリカの父、ミスマル・コウイチロウとのラーメン勝負に勝ち、結婚を認められる。
劇場版では23歳。新婚旅行出発時の飛行機事故により死亡したと思われていた。実際には「火星の後継者」によりA級ジャンパーとして拉致されており、クリムゾンの研究施設で人体実験の対象にされた。そのため味覚を主とする五感に障害を抱えている。ネルガルに救助された後はユリカの救出と復讐を目的に、月臣指導のもと機動兵器操縦技術や様々な体術を身に付け（木連式柔の存在を知っていたのもその為）、ブラックサレナに搭乗して独り「火星の後継者」に戦いを挑んでいた。バイザーの様な黒いサングラスとマントを纏い「復讐鬼」へと変貌した彼は、目的の為ならば手段を選ばず、犠牲者の発生も厭わない非情な面を併せ持つ、TV版とは全く違ったダークかつシリアスな雰囲気のキャラとなっている。復讐を果たした後は、皆と顔を合わせる事も無くどこかへと姿を消した。劇場版後を舞台にしたドリームキャスト用ゲーム『NADESICO THE MISSION』では、アキトはOPムービーのルリの回想シーンと作中のルリの夢に出てくるのみで、本人は登場しない。
漫画版ではたまたま出会ったユリカに間違って両親の形見を持っていかれ、それを返してもらおうと後を追ったところナデシコに乗船することになった。その後イネスによるユリカ拉致で平行世界の地球「大和」と大和の総司令官である、平行世界における天河明人「スサノオ」の存在を知ることとなる。中盤にIFSに代わる最新技術「リアクトシステム」のリンク障害により一時的に視力を失う。その際に使っていた視力補強器は後の劇場版のバイザー型サングラスに似たデザインとなっており、エグザバイトのデザインやユリカ救出の為に戦う姿とあいまって、劇場版での彼を髣髴とさせる。当初は主体性が無く流されるまま生きているような描かれ方をされ、戦闘でも殆ど活躍出来ないなどアニメ版に比べて全体的に未熟な主人公であったが、その分自分の生き方を見つめ直して葛藤したり、生存していた母と通信越しに再会するも死別するなど主人公として成長する展開が幾多見られ、最後はスサノオの野望を阻止し、ユリカを救い出した。
ミスマル・ユリカ（御統 ユリカ）
声：桑島法子
本作のメインヒロイン。初代ナデシコ艦長。20歳。身長166cm、体重52kg、3サイズはB85、W58、H86。趣味はジグソーパズル。好きな食物は甘いもの全般。嫌いな食物はアルコールが入ったもの。
アキトの幼馴染み。幼少期を火星で過ごしその後地球に移住。地球連合大学在学時に戦略シミュレーションで無敗を誇る逸材であったことから首席卒業後ネルガル重工にスカウトされ、新造戦艦ナデシコの艦長に抜擢された。語学も堪能だが料理の腕前は壊滅的。
性格はおとぼけ。かなりの楽天家でど天然。人の話を聞かず、行動がとにかくマイペースで周囲を振り回す。劇中、艦長としての職務（?）から晴れ着姿、うさぎの着ぐるみ、僧形、神父、巫女姿･･･果てはエステバリスといった数々のコスプレをこなした。
戦闘においては卓越した状況判断と指揮能力を発揮する。真面目で責任感も強いが空回りすることが多く、アキトへの想いが禍して思わぬミスを犯すことも多い。過保護な父親の側では窮屈だったようで、ナデシコを自分が自分でいられる場所として大切に思っている。
子供の頃からアキトにぞっこん惚れ込んでおり、後をついて回っていた。実はファーストキスの相手でもあるのだが、ユリカの方は覚えていなかった。ジュンをはじめとする他の男たちには見向きもせず、アキトに猛烈なアタックを仕掛ける。基本的に恋愛に関しては「子供」で、アキトと出会った少女時代からほとんど進歩していない。アキトに惚れ込んでいるのは紛れもない事実ではあるものの、本編中は「アキトは自分（ユリカ）の事が好き」としか主張せず、最終回のラストシーンで言うまで一度もアキトの事を好きと言った事は無かった。
最新鋭戦艦であるナデシコが自分の能力を必要としておらずお飾り艦長であると知ったことや、火星での戦闘で生き残りの人々を見殺しにしなければならなかったこと、アキトとメグミのキスを目撃したことでひどく落ち込み、アキトに救いを求めてキスを迫る。だが拒絶されたことでかえって立ち直り、ナデシコと仲間たち、ひいては愛するアキトを守るために奮闘を続けていく。
終戦後にルリの引取先を巡りミナトと争った結果、ミスマル家に引き取る事に成功する。しかし些細な件で父コウイチロウと親子喧嘩をした事で、ルリを連れてアキトの元へ押し掛け、3人で共同生活を送る事となる。といってもその間も基本的には軍へ仕事に行っていた。後にアキトとコウイチロウのラーメン勝負を経てアキトとの結婚を認められる。
劇場版では、25歳。階級は大佐と呼ばれていた。新婚旅行出発の際アキトと共に拉致されていた。しかし、ユリカはアキトの様に体に目立った異常が現れるような人体実験はされていない。劇中でシラヒメからアマテラスへ移送された際に、演算ユニットに組み込まれて「人間翻訳機」として利用されてしまう。しかし最後には旧ナデシコクルーによって救出される。
劇場版後を舞台にしたドリームキャスト用ゲーム『NADESICO THE MISSION』では、地上の内勤であったが、ジュンやエリナ、ユキナと共に、ナデシコCを届けに現れ健在の姿を見せている。サブロウタのエステバリスを持ち出すなど、相変わらずな自由奔放振りを見せている。
漫画版ではアニメ版と異なり短絡的で公私混同が酷く、名実ともに「お飾り艦長」として描かれていた。木星蜥蜴（大和）の大型構造物が接近する中、艦長権限でナデシコの管制をジャックし、カグヤと私怨(アキトをめぐる痴話喧嘩)による戦闘を継続して結果的にナデシコを大破させたことと、その際にユリカに替わって戦闘指揮を行ったルリの鮮やかな手腕に自信を喪失したことなどから、ナデシコの艦長をルリに譲って辞任。その後イネスによって大和へと拉致される。大和に渡りスサノオに平行世界の彼女「卑弥呼」の代わりとして祀り上げられた（卑弥呼本人は既に死亡しており、最終話で魂がユリカに語りかけていた）。序盤以降はナデシコ艦長としての活躍の場は無く、専ら主人公に救い出されるヒロインの役割が強かった。
ドラマCD『続・お洒落倶楽部』では、ヒロインの座を賭けていい夢を見たら勝ちという勝負をして、すぐに眠りについたものの悪夢にうなされてしまう。
ホシノ・ルリ（星野 ルリ）
声：南央美
ナデシコのオペレーター。11歳。身長122cm。愛称は「ルリルリ」で、主な口癖は「バカばっか」。好きな食物はジャンクフードで、嫌いな食物は米、パン、麺類。ナデシコのメインコンピュータである「オモイカネ」はルリの良き友人。
OP前のアバンを担当。その内容は辛辣そのもので多分に毒を含み、視聴者に向けてしゃべりかける場面も多々ある。
始めの頃はナデシコのクルーたちと距離を置いていた。ユリカに振り回され艦内放送「なぜなにナデシコ」では進行役（お姉さん）を務めている。ユリカをはじめボケ揃いのクルーたちに毒を含んだ鋭いツッコミを入れる役回りで、特に当初はタメ口を利くなどやや口が悪かった（まだキャラが固まってなかったのもある）。
だが、自由奔放でマイペースなナデシコクルーたちとの交流に少しずつ感化され、ルリの名言でもある「バカばっか」は自分もナデシコの一員＝バカであると自覚してか、途中から言わなくなる（後のゲーム『NADESICO THE MISSION』では一度復活している）。
彼女は本来子宝に恵まれなかった中立国家「ピースランド」の国王夫妻による試験管ベビーであった。彼女の肌と髪の色は遺伝子的な母であるピースランド国の女王ゆずりである。現在の国王夫妻には、ルリの弟にあたる王子達が大変多くいる。ルリの受精卵は、預かっていた医療機関が爆破テロを受け、身元不明のままスカンジナビア半島にある施設に送られる。奇跡的に生存していたルリの受精卵は施設の所長により遺伝子操作を施され、世に誕生したルリは同じ立場の子どもたちと共に英才教育を受けられた。ちなみに、その施設での最初の遊び友達がロボットであったことから、コンピューターを友人とすることに抵抗はない。
４歳のころ、素質を見込まれてネルガル傘下のAKATUKI電算開発研究所に勤める星野夫妻に引き取られ、建造中であったナデシコのオペレーション訓練を施された後、多額の養育費と引き換えにネルガル重工へ引き渡された。
国王夫妻は生まれる前のテロ事件で行方知れずとなってしまったルリを捜し求め、共に暮らす事を強く希望したが、結局ルリはナデシコでの暮らしを選んだ。そのナデシコでの生活へのルリの想いの強さは、終盤の思い出と引き換えになってしまう演算ユニット破壊案を否定する時にも垣間見る事が出来る。
終戦後はルリの行き先を巡ってユリカとミナトが争った末に、ミスマル家に身を置いていた。しかしコウイチロウとの親子喧嘩の末に家出を決意したユリカに連れられ、アキトの家に転がり込んで3人で家族のような生活を始める。アキトのラーメン屋台を手伝う際にはチャルメラを吹いたりした。この頃より身近な異性であるアキトに対して淡い感情を抱くようになるなどの矢先、飛行機事故でのアキトとユリカの突然の死（実は事故に見せかけて火星の後継者に拉致されていた）によって、深く塞ぎ込んでしまい、その間はオオイソのミナトとユキナの家で過ごしていた。しかし時間を重ね、またサブロウタやハーリーと出会っていく事で立ち直り、ミナトの家を離れて軍に復帰し、ナデシコBの艦長として活躍していく事になる。
劇場版では16歳に成長しており、作品の主人公を務める。ナデシコBとナデシコCの艦長で、階級は少佐。劇中に至るまで、ナデシコBの艦長として幾多の事件を解決し活躍していた。世間では「史上最年少の天才美少女艦長」と呼ばれ、大人から子供までもが知っている人気ぶりである。またアララギ艦隊には、艦長のアララギやその部下達から「宇宙の宝」「電子の妖精」と称されていた。ただ、彼らに限らず火星の後継者の北辰やヤマサキ博士までもが、ルリを「妖精」と呼んでいたりする（電子の妖精も世間的な愛称なのか、それとも誰もがルリを見ると妖精を強くイメージするのかは不明）。最後には何も言わず姿を消したアキトに対して帰ってくる事を信じ、帰ってこなければ大切な人だから追っかけると公言する。
この劇場版公開にあわせ、警察庁などとのタイアップでルリをイメージキャラクターとしたシートベルト着用促進ポスターが作成されている。
漫画版では、火星文明（大和）のオーバーテクノロジーとオモイカネのオペレータ（正確には呪術機構「シャーマニックデバイス」を使用する為の巫女）として大和から送り込まれた存在であり、私闘騒ぎに伴うユリカの艦長辞任によりナデシコ艦長に就任した。ナデシコの姉妹艦であるカグヤには黒髪のルリがいて、彼女らはすべて大和の星野瑠璃のコピーらしい。漫画版での口癖は「アホらし」。大和の星野瑠璃は何らかの理由で封印されていたが、最終決戦後、逃れたスサノオによって封印がとかれるもそこで連載が終了した為、どうなったか不明。
ドラマCD『お洒落倶楽部』では、両親共に浮気をしてたらい回しされてアキト宅に居候する。ドラマCD『続・お洒落倶楽部』では、ルリネビームやルリドリルなどデ・ジ・キャラットのでじこの技を使い、CDの表紙もでじこのコスプレをしている。さらにダジャレがイズミと同じくらいのレベルということが判明（ただし、イズミ本人は負けたと言っている）。

### ナデシコ搭乗員
一芸に秀でた能力を持つが性格に問題を抱える連中が集められた。ほぼ全員に共通する特徴は「人の話をまったく聞かない」こと。　

#### ブリッジクルー
ユリカとルリを除くブリッジ要員。
メグミ・レイナード
声：高野直子
ナデシコ通信士。17歳。身長155cm、体重45kg、3サイズはB78、W56、H84。元声優。第19話では、声優になる以前は看護学校に通っていたことも明らかになる。両親は健在で農業をしており、姉が2人いる。好きな食物は高級料理。嫌いな食物はゲテモノ全般。今時の女の子らしく要領がよくちゃっかりしている。
人の死に関して落ち込んでいた所をアキトと共感していい仲になり、アキトに積極的なアプローチをかける。ユリカの気持ちを知りつつもはっきり恋敵と認め、これみよがしにアキトに迫って嫉妬を煽ったり、心ない一言でユリカを傷つけたりしていた。こうした態度をルリからは「意地悪」と評された。アキトを巡ってユリカと恋の鞘当てを繰り返し、アキトと一緒に居るため仕事をほっぽり出すこともしばしば。親密になるためにゲキガンガーのビデオを見て研究していた。
アキトがヨコスカで戦力外を通告された際、辞表を叩き付けて共にナデシコを離れる。アキトがナデシコを守るためにボソンジャンプで月に飛んだ際にナデシコに戻るが、乗機を撃墜されてナデシコに密航していた白鳥九十九と知り合ってしまう。ミナトと共に九十九をかくまうのだが、事態が発覚した際に人質にされ木連に迎えられる。そこで戦争の背景にある真実を知ってしまい、九十九たちに同情を寄せるようになる。敵が同じ人類と知り、かえって憎悪を募らせたアキトについて行くことができなくなり、自分から別れを切り出した。
終戦後は、再び声優業に復帰し、アイドル活動もして人気を博す。反戦ムードの高まりから元軍人（ナデシコは一時軍所属であった）である事を隠すため、「メグミハラ・レイナ」と言う芸名で芸能活動をしていたが、後にナデシコクルーの行動が世間に評価され元の名前に戻している。
料理の腕前は不明だが、ユリカの作った夜食を食べて気絶したアキトに彼女が作ったブレンド茶を飲んでまた倒れたため、上手とはいえないようである。
ドラマCD『お洒落倶楽部』では、アキトのラーメン屋に雇われた看板娘だが、かなり腹黒い性格になっている。
ハルカ・ミナト（遥 ミナト）
声：岡本麻弥
ナデシコ操舵士。22歳。身長163cm、体重50kg、3サイズはB90、W58、H86。ナデシコに乗り込む前は大企業の社長秘書を勤めていた。特技は水泳で、インターハイに出場した経験がある。両親は健在だが、離婚済み。兄が一人いる。好きな食物は九州ラーメン。嫌いな食物は牛乳。
色気を振りまく悩殺美女で、服の露出度も高く派手な性格を思わせる容姿だが、実際には恋も仕事も家庭も大切に出来、それらを守れる程精神的に強い女性。才媛で母性を含んだ面倒見の良さも持ち、本編中でも度々鋭い指摘を発言していた。なお、ルリを「ルリルリ」と呼び始めたのはミナトである。勤務態度は不真面目でなにかと理由をつけてはちゃっかりサボっている。
ゴートといつの間にか恋仲となっており、人目を憚って愛を育んでいたがルリたちにバレてしまう。真剣に結婚を考えていたゴートがミナトの身を案じてナデシコを離れるよう転属を働きかけていたことを聞かされ思い悩む。その直後、メグミが白鳥九十九をかくまっていることを知り、二人に協力するのだが、そのことでゴートと対立し破局してしまう。脱出のために人質にされながらも紳士的で純情な九十九に好意を持ち、彼と恋に落ちる。ナデシコの人々を知った九十九は和平を働きかけようとするのだが、主戦派の陰謀により凶弾に倒れてしまう。九十九の死から立ち直れず自室に引き籠もってしまうが、九十九の妹･ユキナに励まされて立ち直る。戦後、彼女を引き取り、共に暮らすことになる。なお、教員免許を取得しており、退役後はオオイソシティーで高校教師をしていた。ちなみに担当科目は数学。
劇場版では、ルリの呼びかけに応え、再びナデシコに乗り込むことになる。操舵技術は一流で、シャトルで敵部隊を突っ切るという荒業を成功させている。
漫画版では、アキトを慰めるために肉体関係を持つに至った。アニメとは異なり、かなりきつく無愛想な性格をしている。また、姓名表記が英語圏式の漫画版でもハルカ・ミナトのままであるため、苗字と名前が入れ替わっている（つまり、ハルカが名前でミナトが苗字）。
ゴート・ホーリー
声：小杉十郎太
ネルガル重工からの出向者で、戦闘指揮担当。32歳。軍隊経験を買われて抜擢された。乗艦している際は制服ではなく、いつもスーツ姿である。無表情のイカツい男で、アカツキにカチコチと言われていたが実は食えない人物で、ネルガルとの契約に反してミナトと交際していた。プロスペクターから報酬を提示された際にはすかさず「税抜きですか？」と尋ねたり、アキトを臨時パイロットにした際も「コックより給料はいい」などと発言しており、見た目と異なりストイックではない。白兵戦では重火器を手に戦う。
劇場版では、ネルガルシークレットサービスに所属し、月臣と共に誘拐されていたアキトを救出していた。またサブロウタがルリの警護に着任してからもしばらくは、月臣と共に彼女のガードに就いていた。なお、月に向かうシャトルで「堀井豪人（ほりい ごうと）」という漢字表記も見られた。
アオイ・ジュン（葵 ジュン）
声：伊藤健太郎
ナデシコ副長。地球移住後のユリカの幼馴染み。20歳。身長172cm、体重58kg。特技は馬術。両親と祖父母と3世代で同居しており、家族仲が良い。好きな食物は手作りお菓子で、特に母親が作ったプディング。嫌いな食物はイカの塩辛。
軍でエリートの道を進むはずだったが、ユリカの傍にいたいがためにナデシコに乗り込む事を選び、ネルガルと雇用契約を結んだ。典型的な「イイ人」で気が優しく、また影が薄くヘタレでもある。思いを寄せるユリカにとっては「大事なお友達」でしかない。
連合宇宙軍に接収されることを拒んだナデシコが地球軍側と対立したせいで両者の板挟みとなる。ユリカの説得とナデシコ拿捕のため自らナノマシンを打ち込みIFS処理を施した。デルフィニウムを操縦してナデシコを襲撃。ナデシコがミサイル攻撃を受けた際に自ら楯となって死ぬつもりだったが、ガイとアキトに助けられる。二人に友情を感じ、戦闘後は契約通り正規クルーとして働くこととなった。 正式に副長に就任してからは、なにかにつけてブリッジを離れるユリカにかわって艦長代理を務める。アキトをライバル視しているが、戦闘中に漂流してしまった際には修理直後のナデシコで迎えに行くなど友情も感じている。
行動力も勇気もそれなりに持ち合わせているものの、とにかく間が悪い上に不遇。エステバリス隊救援のため出撃すれば敵機と衝突してムチウチになったり、密航していた九十九とやりあった際に銃を奪われヒザを撃ち抜かれたりしていた。また、やや影が薄いせいもあってセリフや出番が少ないことから必死のアピールをすることも多い。Yユニット異変時には性格が変化し、トリガーハッピー状態に陥っていた。
劇場版では、アマリリス艦長を務める。階級は中佐。冒頭シラヒメで幽霊ロボットを目撃した事から、アオイ報告書を提出する。劇中では持ち前のいい人属性からか、ユキナに良い様に利用されていた。また、顔立ちが良い為か、ユキナに強制的に女装をさせられ、その姿を見た女性クルー達に散々弄られる等、相変わらずのヘタレ振りを見せている。
なお劇中で2人が同じ部屋で着替えているシーンがあるが、これは2人が親密な関係といったわけではなく、ユキナに好感は持たれているものの、異性としては全く見られていないためである。
エリナ・キンジョウ・ウォン
声：永島由子
ナデシコ副操縦士。20歳。3サイズはB87、W57、H85。ナデシコが火星からの帰還後、副操舵士として乗艦してきたネルガル会長秘書。非常に上昇志向の強いエリート志向のキャリアウーマンであり、いずれはネルガルのトップに立つという野望を抱いている。自らの出世の為ならば他人を犠牲にする事も厭わない。基本的には真面目な委員長タイプでなにかと口うるさく、仕切りたがる。思い通りにならないとすぐにヒステリーを起こし、一応上官であるユリカに対しても怒鳴り散らす事が多かった。
自分とは正反対な生き方をするナデシコクルーとは事あるごとに対立ぎみであったが、最後には彼らの生き方にも「素敵な自分勝手」と、多少は理解を示すようになった。好きな男性のタイプは、恋愛より仕事ができる人。
ネルガルの発展と自らの出世の為に、最初はアキトを貴重な生体ボソンジャンプのモルモットとしか見ていなかったが、いつの間にか異性として意識するようになっており、メグミと入れ替わる形でアキトに好意を見せ始める。実はコスプレ趣味があり、対ナナフシ作戦で「20世紀中ごろのヨーロッパの陸軍士官」のコスプレをしたブリッジクルー達を見て思わずときめいていた。
終戦後は宇宙開発部の部長を努める傍ら、アカツキの命により救出されたアキトの世話をしながら、アキトが黒衣の復讐鬼へと変貌してゆく様を見続けた。その際にアキトと男女の関係にあったともとれることを仄めかされている。年齢は25歳。
アカツキ共々、漫画版には登場しない。
オモイカネ
ナデシコの中枢コンピュータの愛称。正式名称はSVC2027。ナデシコからナデシコB、Cと移植されていった。コンピュータと言っても一種の「自我」や、記録ではない「記憶」を持っており、人の真似をするのが嫌いであったりストレスを感じたりしていた。特にルリとは、友情の様な結びつきを持ち合っている。
ナデシコの置かれた複雑な立場から地球連合軍を敵と認識しており、共同作戦中に誤射事件を起こして多大な損害を出す。支障をきたすために初期化されそうになったがルリやアキトの働きにより、それまでの「思い出」を奥に隠して表面的にはプログラムを書き換えられたかのように振る舞うようになった。
「思兼（オモイカネ）」とは、日本神話に登場する思兼神から。天の岩屋戸に隠れた、天照大神を誘い出す方法を考え出した神である。シンボルマーク的意味合いからか、モニターに表示される際などは「銅鐸」の姿をとる。

#### エステバリス隊
ナデシコの艦載機・エステバリスのパイロットたち。隊長はスバル・リョーコ。アキトは正規人員ではないのだが、人員不足を理由にレギュラーとして出撃している。
劇中当初、正規のパイロットはガイ一人だったためにアキトがコック兼パイロットとして臨時に雇われた。ガイの死後には補充人員としてリョーコらやアカツキが加わり、中盤以降は5人体勢となる。
スバル・リョーコ（昴 リョーコ）
声：横山智佐
エステバリス隊隊長。パーソナルカラーは赤。18歳。身長165cm、体重49kg、3サイズはB83、W58、H83。特技は射撃。好きな食物はおにぎり。嫌いな食物は鶏の皮。作戦指揮は彼女が執り、作戦名は「ホウセンカ」など花の名前が使われる。戦中に宇宙軍に所属した。父は軍のパイロット。両親と祖父母は健在で、特に祖母に可愛がられて育った。一人称は「オレ」（たまに「あたし」と言う）。しかし、それは「勝ち気なようでその実臆病、男勝りなようで白馬の王子様を夢見ている」とエリナに看破された、自身の弱さを隠すためでもある。
当初は素人のアキトをバカにしていたが、ピンチに陥った際に思わず彼の名を呼んだことで、実は好意を抱いていることがヒカルたちにバレ、以後はよくからかわれていた。しかし、奥手で不器用なためユリカやメグミほどには積極的になれなかった。
終戦後一旦は髪を伸ばしていたが、シャトル事故でアキト達が死亡した際に、以前より短いショートカットにした。なお、劇場版では加えて髪色は黒色になっていたが、こちらが本来の髪色で、TV版での緑色は染めたものである。その事は、TV版で見られた幼少時の姿からもうかがう事が出来る。
終戦後も軍に残った数少ない人間で、その際は宇宙軍から統合軍に転属。劇場版ではエステバリス隊「ライオンズシックル」の隊長（階級は中尉）に就任し、カスタム型のエステバリスに搭乗している。
漫画版では男性的ながらも落ち着きのある性格であり、感情を露わにする場面は少ない。
劇場版でサブロウタにたびたびアタックをかけられており、劇場版後を舞台にしたドリームキャスト用ゲーム『NADESICO THE MISSION』では、良い関係を持っているようだ。
ドラマCD『続・お洒落倶楽部』では、アニメ『魔法少女プリティサミー』の河合砂沙美の物まねを披露した。
アマノ・ヒカル（天野 ヒカル）
声：菊池志穂
エステバリスのパイロット。パーソナルカラーはオレンジ。18歳。身長152cm、体重42kg、3サイズはB82、W56、H84。好きな食物はピザの端の部分。嫌いな食物はピーマン。タマゴボーロが大好きだったが、食べ過ぎて嫌いになった。常にハイテンションなしゃべり方と大きなメガネが特徴。
アニメファンで漫画家志望。ヒマを見つけては同人誌向けの漫画製作をしていた。パイロットをしていた理由も、熱血漫画のネタ探しから。ナデシコ所属となってからはウリバタケと意気投合して「ウリピー」と呼び、彼を師匠と仰いで模型製作にいそしんでいた。
思わせぶりな態度で誤解を受けやすい質だが、恋愛と趣味とは切り離して考えるタイプ。本人にとってはあまり良い思い出ではないが、過去には同棲経験があった。好意があると誤解したウリバタケから告白されるが、そういう気持ちはないとはっきり断り、距離を置くようになる。両親が幼少期に死亡し、叔父のもとで養育されるなどかなりの苦労人である。
終戦後は晴れてプロの漫画家となり、締め切りに追われる生活を送っていた。
劇場版では実戦から離れていたブランクを埋めるべく、ゲームセンターの対戦格闘ゲームを使って実戦感覚を取り戻していた。
漫画版の終盤ではメガネを外しコンタクトレンズを装着している。特にオタク趣味などはなく、ごく普通の温和で朗らかな性格となっている。またセガサターン用ゲーム『The blank of 3years』では、ワンシーンではあるがメガネを外すカットも存在する。
マキ・イズミ（真木 イズミ）
声：長沢美樹
エステバリスのパイロット。パーソナルカラーは水色。18歳。身長177cm、体重56kg、3サイズはB86、W60、H88。趣味は新興宗教団体への体験入信。好きな食物はおはぎ、いなりずし。嫌いな食物はトコロテン。
陰鬱な雰囲気と、それに似合わぬ無理やりな冗談（特にダジャレ）と怪しげな歌曲を自作自演するのが特徴。大概の場合においてスルーされ、誰も彼女のダジャレには耳を傾けていない。他人の駄洒落には厳しく、白鳥九十九が披露した駄洒落には「1.0」と採点している。実は両親が漫才師。時折シリアスな一面も見せる。過去に二人の婚約者を亡くしており、自らを不幸を呼ぶ女と皮肉で言っている。
ギャグ色の強いキャラクターだが、戦闘時にはシリアスモードに入り、冷静沈着なパイロットとして活躍する。実はその技量はリョーコやヒカルよりも上で射撃の腕前も抜群。セガサターン用ゲーム『The blank of 3years』では生身での狙撃も披露している。
劇場版では、終戦後は世界放浪の末、バー「花目子（けめこ）」の雇われママとなっていたが、ルリに誘われ独立ナデシコ部隊に参加する。
ネーミングの元ネタは真木和。
アカツキ・ナガレ
声：置鮎龍太郎
最新式カスタマイズ型エステバリスのパイロット。パーソナルカラーは青。ナデシコ級2番艦「コスモス」から転属した。20歳。軽薄で女好き。ノリが軽いせいもあってナデシコクルーにすっかり溶け込む。エステバリスのパイロットとしては優秀で指揮能力も卓越しているが、敵に対しては情け容赦がない。何かにつけてアキトを挑発し、ユリカへの好意を仄めかすなどしていたが、アキトにパイロットとしての成長を促す良きライバルで共に戦う仲間と思われていた。アキトとは対照的にゲキガンガー3を侮辱していたが、彼は別にアニメ嫌いというわけではなく単に彼の好みに合わなかったようだ（劇中のセリフからアニメの好みはガンダムのようなリアルロボットアニメのようだ）。ウリバタケからは「元大関スケコマシ」との愛称を貰っている。
その素性はネルガル重工の若き会長。エリナとアカツキがムネタケと密談していたところ、プロスペクターとルリの働きにより「木星蜥蜴」の正体が追放された人類であるという事実を全艦放送で暴露され、クルー全員が知ることになる。その後も素性を隠しているつもりであったが、アキトとユリカを除いた全員にバレていた。年の離れた優秀な兄がおり、コンプレックスを抱いていたが事故で死亡してしまう。それにより彼はネルガル会長職を継いだ。アカツキは古代火星人のオーバーテクノロジー独占の為に暗躍していたが、これは彼の父が目指し、兄が継ぐはずであった野望であり、必ずしも彼自身が求めたものではなかったらしい。また、アカツキの父はCCのネルガル独占の為、協力者だったアキトの両親をクーデターに巻き込まれたように見せかけて謀殺している。
終盤、ナデシコに潜入したユキナの処遇を巡って本性を現す。火星遺跡ではナデシコ級3番艦「カキツバタ」を引き連れ、自らもエステバリスに搭乗してアキトと激しい交戦を繰り広げた。しかし、最終話ではアイちゃんの元へ急ぐアキトに火星遺跡のフィールド中和を協力するなどナデシコクルーに対するわだかまりもなくなる。
終戦後は、新地球連合の創設と統合軍の設置、クリムゾングループの巻き返しなどにより、ネルガルは一時期の勢力を失ってしまっていた。加えて彼自身へのゴシップ騒ぎなどもあり、アカツキは表舞台より姿を消す事となる。しかし裏でも続けて再起に向けての暗躍を行っており、火星の後継者に捕らわれたアキトをシークレットサービスとして雇った月臣に助け出させたり、イネスが狙われないよう彼女を戸籍上の死亡扱いにさせていた。年齢は25歳。
ダイゴウジ・ガイ
声：関智一
エステバリスのパイロット。パーソナルカラーは青。18歳。身長185cm、体重73kg。北海道出身。趣味はバイク、カラオケ。サラリーマンの父、専業主婦の母、商社マンの兄がいる。好きな食物はカレー、ビーフステーキ。嫌いな食物はインゲン豆。本名は「山田二郎（ヤマダ・ジロウ）」なのだが、本人曰くヤマダ・ジロウは仮の名前で、「ダイゴウジ・ガイ」は魂の名前、真実の名前とのこと。
ゲキ・ガンガー3を信奉する重度のゲキガンガーオタクである。その為、エステバリスの操縦席にお宝（ゲキガンガーの超合金）を持ち込んだり、攻撃にゲキ・ガンガーの技名を付けたり、自機を「俺のロボット」「スペースガンガー」などと呼んだりしていた（実際、「エステバリス」と呼んだ事など殆ど無い）。
とにかく自信過剰で自分勝手。人の話をこれっぽっちも聞かない。自分自身やシチュエーションに酔いやすく、独断専行からピンチに陥りながら辻褄を合わせるように活躍する（それが出来る腕前はあるということ）。しかし、ブリッジクルーからは呆れられ、整備班からは無視される。唯一の理解者であるアキトでさえ、彼の行動には呆れていた。しかしながらパイロットとしての能力、技量自体は高レベルであり後述の通り第2話では咄嗟の機転と作戦でアキトを救い出しルリからも「お手柄」と言われている。第3話のデルフィニウム部隊との戦闘では射撃武器も持たずに突っ込みデルフィニウムを撃墜、その後も複数を破壊し最後はミサイルの雨の中で一発も被弾していなかったりする。
第1話でエステバリスに乗り必殺技を披露したときにバランスを崩し転倒、左足を骨折してしまう。エステバリスの初陣で艦を救うという「オイシイ場面」を持って行かれた上、ユリカに慕われているという嫉妬からアキトを嫌いバカにしていたが、第2話で“合体”によりアキトの窮地を救った。アキトにゲキガンガーのビデオを見せ、すっかり“その道”に引きずり込む。だが、感動の余韻に浸るアキトを部屋に置き去りにして出し抜くなど自分勝手振りは相変わらずであった。
第3話のラストでムネタケ達の脱走を目撃した際に撃たれ、第4話の冒頭で呆気無くその人生を終える事になった（3～4話で死ぬ事はキャラメイク時より既に確定していた）。アキトを除く他のクルーたちの反応は冷淡そのものだったがこれはそもそも交流期間が短かったためで彼が全員に嫌われていたと言う訳ではないと思われる。しかし、死後に至ってもアキトに与えた精神的影響は大きく、死亡後も回想シーンや幻などで度々登場した。作中語られる事はないが元軍人であり、正規の軍訓練を受けたと言う設定がある（エリナが彼を「ヤマダ少尉」と呼んでいたのはこのため）。
漫画版では、宇宙風邪にかかりながらも出撃し、ナデシコを守るため戦死。その後、彼のエステバリスの頭部は形見としてアキトのエグザバイトに使用された。作中中盤に宇宙海賊キャプテン・ガヴァメントと名前・身分を偽った平行世界の大豪寺 凱がアキトを救出、彼に平行世界「大和」や平行世界の天河明人「スサノオ」の存在を教える。その後はナデシコ側に味方してユリカ奪還とスサノオの野望の打破を遂行した。
ドラマCD『お洒落倶楽部』では、70年代の特撮ヒーローにはまり、巨大化したコウイチロウに潰されている。
ナデシコ単独のゲーム作品では時系列的に彼の死後が多い為、登場できない場合が多いが、『スーパーロボット大戦シリーズ』ではアニメとは異なりMIA（戦闘中行方不明）となり、条件を満たすと死亡しない、または復活することが多く、中には無条件で生存する作品もある特にニンテンドーDS用ゲーム『スーパーロボット大戦W』では無条件で生存（ただし長期離脱する）する上、オリジナル要素として劇場版設定のグラフィックが用意され、劇場版アキトとの合体攻撃の際には顔のアップ絵も見る事が出来る。なおニンテンドー3DS用ゲーム『スーパーロボット大戦BX』ではゲーム開始時から既に死亡しており（アニメ版7話にあたるシナリオから開始しているため）、ムネタケの回想に登場するのみである。

#### 支援要員
ナデシコの戦闘を間接的にサポートする縁の下の力持ち。
ウリバタケ・セイヤ（瓜畑 セイヤ）
声：飛田展男
ナデシコの整備班班長。29歳。身長177cm、体重68kg。好きな食物はそば。嫌いな食物は岩おこし。町工場を経営しているが、いわゆる「裏の改造屋」としてスカウトされ、口うるさい女房から逃げるようにナデシコに乗艦した。マッドサイエンティストならぬマッドエンジニア。ディストーションブロックやフィールドランサーなど、数々の発明でナデシコの危機を救うため、少々の使い込みは黙認されていた（ただし、Xエステバリスのような失敗作もある）。フィギュアやジオラマの制作も得意でヒカルからは「ウリピー」と慕われていた。妻子持ちにもかかわらず自由恋愛を主張し、更にはヒカルを口説こうとしたが、見事にフラれている。MITの受験に7回失敗している（その後、入学したかどうかは不明）。美人の奥さんの名前はオリエで、子供は3人。劇場版の頃にはトリプル入学の予定。奥さんには、キスもしていないのになぜか求婚したという設定がある。いつも趣味にお金を注ぎ込んでしまうため、妻と折り合いが悪く第1話ではかなり険悪な状態だった。一旦家に戻った後、再びナデシコに乗る時はお互いに心を通い合わせる姿を見せた。「こんなこともあろうかと」と言うチャンスを常に狙っている。
自分では仕事と趣味とははっきり区別していると思っており、仕事にオタク趣味を持ち込むガイを軽蔑していたようで、エステバリスをガンガー呼ばわりするガイを徹底的に無視して付き合わなかった。ガイの戦死直後はまともに取り合わないなど冷淡ではあったが、白鳥九十九を見てすぐにガイの面影を見出すなど心から嫌っていたわけではない。
劇場版では、妊娠中であるセイヤの妻や子を気遣ったルリの判断によりスカウトされなかったが、後から聞きつけて奥さんに引っかき傷をつけられながらも参加を決意し、ルリ達に先んじてナデシコCに乗り込んでいた。
イネス・フレサンジュ
声： 松井菜桜子
ナデシコの医療・科学担当。27歳。身長172cm、体重54kg、3サイズはB85、W60、H86。好きな食物は火星丼。嫌いな食物はタコ。金髪の白衣美人。一部の艦内クルーからは「ドクター」と呼ばれていた。
無類の説明好きで、艦内放送「なぜなにナデシコ」の解説役も務める。なにかにつけて専門用語を交えた解説を行うせいで、クルーたちから「説明おばさん」と揶揄され煙たく思われていた。その癖、皆が説明を求める状況では現れないなどかなり屈折している。8歳までの記憶を失っているせいか、他人に対しては極めてドライな性格。
元々はネルガル所属の科学者で、相転移エンジンやグラビティブラストなどナデシコのメインシステムの研究開発にも大きく関わっており、やはり科学者だったアキトの両親とも故知の関係であった。名前の由来は1980年代に活躍したスーパーモデルのイネス・ド・ラ・フレサンジュから。火星の生き残りでナデシコが火星を訪れたときに乗り込むこととなる。ボソンジャンプの基礎理論を立証した有能な人物である。一見すると大人の女性であるが、意外に少女趣味でアキトとルリにピースランドのおみやげとしてクマのぬいぐるみを頼んだりしている。
実は、アキトが火星時代に出会った少女、「アイちゃん」の成長した姿である。木連の兵器「ヤドカリ」がYユニットに侵入しハッキングした際に起きた、主人格と記憶が統合されてしまった事故（通称、記憶マージャン）により無くしていた記憶を取り戻した。
劇場版では、ユリカやアキト達と同様死亡したものとされていたが、これは「火星の後継者」から守るためにネルガルが死亡扱いにしただけであり、実際は生存してネルガルの研究を手伝っていた。ナデシコC受領の際にハーリーとウリバタケのボソンジャンプの手助けをした。
漫画版では、大和のスパイとしてユリカを拉致。最期はキャプテン・ガヴァメントこと大和のダイゴウジ・ガイに倒される。
ドラマCD『続・お洒落倶楽部』では、『ドリームハンター麗夢』の綾小路麗夢をするも年齢制限や長期の入手困難のせいかマイナー呼ばわりされてキャラが変わるほど怒った。
プロスペクター
声：小野健一
本名不明。43歳。本人曰くプロスペクターという名は「ペンネームのようなもの」。艦内では「プロスさん」と呼ばれている。ネルガル重工からの出向者として艦内では会計・監査役を担当した。高度な能力を持つが性格に問題があるナデシコクルーの人選を担当した人物でもある。ノリは軽いが計算高く切れる人物で、重要な局面では度々その鋭さや意志の強さを覗かせる。会計担当らしく経費絡みの話にはうるさく（これは名前の由来である心理学用語に起因している）、なぜか電卓ではなくソロバン（宇宙ソロバン）を愛用する。ナデシコを取り戻す際、率先して行動を起こし、肉体的な強さを披露したり、ラーメン屋台を引いたりと芸達者な一面も見せた。以前ネルガル重工火星支部司令代行をしていたが、それ以外の過去も不明であり、本作品で一番謎の多い人物。
口ではネルガル社の利益ばかりを主張しているが、会長秘書であるエリナがクルーとして乗り込んだ際には真っ先に疑惑を抱き、上層部が隠している事実を暴露するよう仕向けた。かつてはネルガル本社のコンピューターにハッキング（クラッキング）を掛けたこともあった。
劇場版では、クルーの再勧誘の他、メグミとホウメイガールズのバックバンドのギター役として参加していた。
ホウメイ
声：一城みゆ希
ナデシコの艦内食堂のコック。中華料理が基本だが、パエリアも作れるなど、艦内では世界中の料理を振舞う事が出来る。それはかつて戦争で若い兵隊が戦死した時、彼が最期に食べたいと言ったパエリアを作れなかった事に起因する。そのために食堂には世界各地の調味料がすべて取り揃えてある。アキトにとっては師匠のような存在で「シェフ」と呼んでいた。また、世話を焼くのが好きなタイプでクルーのよき相談相手となっていた。
終戦後はレストラン「日々平穏」を経営する。メグミとホウメイガールズのバックバンドにもキーボード役で参加した。
セガサターン用ゲーム『やっぱり最後は愛が勝つ？』では、彼女もヒロインの一人として攻略可能である。
漫画版では、コックではなく宇宙軍提督（漫画版ナデシコの料理長は外代チーフ）。単身火星から生還したナデシコとそのクルーに興味を持ち、終盤には大和の機動要塞に戦艦ごと特攻、若者たちに未来を託す。

##### ホウメイガールズ （食堂従業員）
ナデシコ食堂の従業員5人組。料理長のホウメイの名からとって「ホウメイガールズ」と名乗っている。他のクルーたちと同様にイベント好きで、積極的に参加している。同じ食堂従業員であるアキトを振り回すこともしばしば。終戦後は芸能界デビュー、デビュー時のグループ名は「JMR（J-Mesh Revolution）」だったが、後に「ホウメイガールズ」の名前で活動する事になる。
テラサキ・サユリ
声：矢島晶子
一番背が高いホウメイガールズのリーダー格。髪型はポニーテール。アキトよりも年上だが、彼に気があるそぶりが垣間見えた。艦内のアイドルコンテストで「白坊主」なるコスプレキャラが登場したが、別に彼女が演じていた訳ではないらしい（演じた矢島はサユリだと思っていた）。
タナカ・ハルミ
声：中川玲
ナデシコクルーで、女性料理班の一人。三つ編みがチャームポイント。
ゲームボーイカラー用ゲーム『機動戦艦ナデシコ ルリルリ麻雀』では、麻雀がかなり強いキャラという設定されている。
ミズハラ・ジュンコ
声：松澤由実→今井由香
ナデシコクルーで、女性料理班の一人。紺の髪をボブカットにしている。
TV版ではOP主題歌を歌う松澤由美が声を担当していたが、劇場版以降の作品では今井由香が担当。
ウエムラ・エリ
声：川上とも子
ナデシコクルーで、女性料理班の一人。ポニーテールが被っていたり茶髪が被っていたり背が低くても5人の中では中途半端と、なぜか扱いが可哀想な人物。ちなみにボクっ娘である。
サトウ・ミカコ
声：本井英美
ナデシコクルーで、女性料理班の一人。メンバーでは末妹格であり、背も最も低い。TV終盤ではリョーコを「リョーコお姉様」と呼び、憧れている。
セガサターン用ゲーム『The blank of 3years』では、ヒロインの一人になった。

### 連合宇宙軍
連合宇宙軍と元関係者。ナデシコの所属するネルガル社とは利害を異にするため対立する。　
ムネタケ・サダアキ
声：真殿光昭
地球連合宇宙軍提督。キノコ状の髪型とオネエ口調が特徴。父親に憧れ連合宇宙軍提督となる。フクベとは軍時代の同僚であり、第一次火星会戦においてはフクベと共に連合宇宙軍第一艦隊旗艦リアトリスに乗艦していた。保身的かつ独善的な発言が多く連合宇宙軍という組織の駒としては忠実な人物で、自由奔放なナデシコクルーとは対立していた。
ナデシコを接収するという軍の意向を受け、武装した部下を率いてナデシコを一時占拠し反対するクルーを捕縛する。しかし、アキトたちの反攻とユリカの機転で艦を奪い返され逆に捕縛された。防衛衛星との戦闘のどさくさで脱走を図り、運悪く目撃したガイを射殺する。後にネルガルと宇宙軍が協定を結び、ナデシコが宇宙軍に編入された後は、再び提督として戻ってくる。
ナデシコクルーには、傲慢で自分の事だけしか考えない人物に映っていたようであるが、木星蜥蜴の正体が人間でありその事実を連合宇宙軍が隠蔽していた事を知った際にはかなりショックを受けており、地球を守る連合宇宙軍こそ正義と信じていた。宇宙軍の制服を着た父親と写った写真を大事にしており、宇宙軍に入った理由も軍人である父親への憧れからであったと考えられる。ガイを射殺したことにも思うところがあり、死の間際に幻覚の中で自分を助けに来たガイに涙するなどのシーンが存在する。
最重要極秘事項である木星蜥蜴の正体が人間だった事実がナデシコクルーに漏洩してしまい、責任を取って降格されそうになる。ウリバタケの試作機「Xエステバリス」で自身の保身を図ろうとするも、Xエステバリスは失敗作に終わり進退窮まる。連合宇宙軍の真実を知らされ信じる拠り所を失ったことでノイローゼに陥る。自らにIFSを打ち、幻覚作用によってコスモスを敵と誤認。Xエステバリスで出撃し、ゲキガンガーに乗って助けに来てくれたガイの幻を見ながらオーバーロードで自爆し死亡した。
フクベ・ジン（瓢 仁）
声：田中信夫
地球連合宇宙軍の老提督。75歳。身長173cm、体重60kg。趣味は俳句。好きな食物は豆大福、里芋の煮っころがし。嫌いな食物は肉の脂身。
第一次火星会戦において圧倒的な技術力を持つ「木星蜥蜴」に壊滅的な打撃を与えられる。艦を特攻させてチューリップを撃沈し、地球軍からは英雄と賞賛された。だが、火星地表に落下したチューリップによりアキトの故郷であるユートピアコロニーは壊滅し多くの民間人が死亡した。これらの責任を強く感じて退役。ネルガル重工にスカウトされてナデシコに乗艦するが、提督らしいところは少しも見せず、すっかり昼行灯と化していた。事情を知らないアキトから気さくで理解のある老人と慕われるが、真相を知ったアキトから恨みを込めて殴打される。火星に到着してからは率先して作戦を示し、アキト宛の遺書を残してナデシコを逃がすために自ら囮となって敵の集中砲火に消えた。
戦死したかに見えたが、実は木連の捕虜になっていて最終話でひょっこり登場する。なぜかアロハ姿でやたらと能天気な性格になっていた。以後の消息は不明。
ミスマル・コウイチロウ
声：大塚明夫
連合宇宙軍第三艦隊司令でユリカの父。階級は中将。非常に優秀な軍人で、軍内部とネルガルの動きに対しても逐一注意を払っているなど切れ者ぶりを発揮する。しかし、早くに妻を亡くし、男手一つで育てた娘を溺愛するあまり、ユリカの前ではただの親バカ。自身でも「娘かわいさに軍にまで入れた」と語っていた事から、自覚はしていたようだ。娘に欲情して度々セクハラ発言を繰り返すなど父親として問題がある。外見と性格はサリーちゃんのパパに似ている。
最初から新造戦艦ナデシコを軍に接収することを目論んでいた為、ユリカがネルガルに入社して艦長に就任したのを快諾。しかし目論見は外れてしまい、後を追ったジュンまでも彼の元を去ることになってしまった。後にナデシコが保護していたユキナの処遇を巡り、ナデシコと軍が再度衝突した際にはユリカたちに協力している。
劇中終盤、娘を嫁に貰いに来たアキトを馬の骨呼ばわりするが、ラーメン勝負を経てユリカとの結婚を認める。
劇場版では、連合宇宙軍の総司令（階級は大将）となっていた。尤も宇宙軍自体は統合軍に圧され、衰退の一途であった。なお、コウイチロウ自身は火星ではなく地球の出身であり、娘の様なA級ジャンパーとしての能力は持っていない。メグミとホウメイガールズのバックバンドに参加した際は秋山源八郎と一緒に大太鼓を叩いていた。

### 木星陣営
劇中中盤まで連合宇宙軍により同じ人類であることを隠蔽されていた「木星蜥蜴」の正体。木星開拓で辛酸を舐めながら地球の人々から見捨てられた人々。大日本帝国海軍を思わせる白い軍服に身を包み、時代がかった言い回しを好む。ゲキガンガーフリークの巣窟でもある（先祖が月→火星→木星と逃亡を繰り返した結果、木星圏に持ち込めた娯楽作品がゲキガンガーしか存在しなかった）。
白鳥九十九（しらとり つくも）
声：関智一
木連の優人部隊少佐で、「テツジン」及び「ダイテツジン」のパイロット。誠実かつ堅物、純情で女性には免疫が無かった。ナデシコに捕虜として捕まった際に出会ったミナトと恋に落ち、そのことによって地球人に対する偏見を捨てることができた。妹に対してはまったく頭が上がらない。和平を目指しナデシコに単身「交渉特使」として搭乗した際にはアキトとも「ゲキ・ガンガー3」を通じて意気投合する。和平交渉の席では草壁中将のやり方に異を唱え、親友であった月臣元一朗の凶弾によって倒れる。生前の人気もあり、彼を謀殺した草壁中将によって和平交渉の地球側の裏切りによる犠牲者と祀り上げられ、木連の英雄としてその死を惜しまれることになる。
ダイゴウジ・ガイに声（同声優）も外見も良く似ている。パイロットスーツは「ゲキ・ガンガー3」のメインパイロット・天空ケンのものをモチーフにしていた。
ダイゴウジ・ガイ同様にナデシコ単独のゲーム作品では死後が多いが、作品によっては最後まで生存することもある。
白鳥ユキナ（しらとり ユキナ）
声：大谷育江
九十九の妹。わがままで無鉄砲。擬音を口に出すのが癖で時々視聴者に話しかけてしまう。痴漢を鉄アレイで殴るなどからして、相当気が強い。これは木連育ちということが大きく影響している。ブラコンぽいところがあり、単身ナデシコに乗り込み「兄の想い人」であるミナトを小型爆弾で殺害するつもりであったが逆に彼女に絆されて仲良くなり、ミナトが九十九の死のショックで塞ぎこんだ時には励ましたりもした。ゲキガンガーは嫌いだと公言しており、TV漫画に夢中になっている九十九などを見て馬鹿にしていたが、劇場版では亡き兄を想ってか、ゲキガンガーのキーホルダーを鞄に付けていた。戦後はミナトに引き取られて、日本の学校に通っている。劇場版までの間にジュンと仲良くなるが、異性としては意識していない。
劇場版では、ジュンを手玉にとり、勝手に独立ナデシコ部隊に合流。ナデシコCで通信士の席に座っていた。
ドラマCD『続・お洒落倶楽部』では、『姫ちゃんのリボン』の野々原姫子と本作の次番組である『ポケットモンスター』のピカチュウをするも続編がデマということに気づかなかった。
月臣元一朗（つきおみ げんいちろう）
声：森川智之
九十九の同僚で親友にして、「マジン」及び「ダイマジン」のパイロット。キザで少々自己陶酔気味な性格。身体能力に優れ、肉体強化された優人部隊の中でも屈指の実力者。ゲキガンガーと指導者である草壁を盲目的に信奉していた。そのため、地球との徹底抗戦を望む草壁の差し金により、親友であり地球との和平を進めようとしていた九十九を自らの手で殺してしまう。この事を悔やんで、後に「熱血クーデター」（元一朗が起草した「熱血とは盲信にあらず」という檄文で始まったのでこう呼ばれる）に中心人物として参加。地球と木連の和平成就の礎となるが、その際の戦闘中に行方不明とされていた。パイロットスーツは「ゲキ・ガンガー3」に登場する海燕ジョーのものがモチーフ。
熱血クーデター後は、密かに木連を出奔し地球を放浪していた。その際にスカウトされ、ネルガル会長警備部第三課、通称「ネルガルシークレットサービス」に所属することになる。火星の後継者によって拉致されたアキトをゴートと協力して救出し、武術・機動兵器の操縦等を仕込んだのも彼である。火星の後継者蜂起後は密かにアキトの護衛に就いていて、向かってきた北辰七人衆を圧倒する木連式柔の腕も見せた。「火星の後継者」による連合本部襲撃の際、アルストロメリアでボソンジャンプによる奇襲を仕掛け、瞬く間に敵機を倒す腕を見せた。またその際「白鳥九十九が泣いているぞ」との言葉とともに、火星の後継者の兵士達を説得により投降させた。アルストロメリアに搭乗しているが、IFS処理を行っているかは明らかになっていない。
草壁春樹（くさかべ はるき）
声：安井邦彦
木連の突撃宇宙軍優人部隊隊長。木連中将。実質的な木連指導者。戦争継続を望み、月臣に白鳥九十九殺害の命令を下す。冷徹ながら理想に殉じる信念を持った人物ではあるが、劇場版で秋山に、「自らの理想が他者にとっても理想であると信じて疑わない」人物と評されている。TV版終了後に、月臣や秋山を中心とする若手将校達による熱血クーデターが起こり、決戦の最中自身も出撃し行方不明となっていた。
劇場版では「火星の後継者」の指導者として登場、地球に対して蜂起する。統合軍は木連軍と旧連合陸・海・空軍が再編された軍であったため、元木連軍人が多く賛同し、演算ユニットを得てのボソンジャンプを利用した戦術もあり大勢を優位に運ぶが、ルリの活躍により瞬く間に火星全域の全システムを掌握され完敗。最後は部下の身を案じながらも潔く逮捕された。これには、そもそもの蜂起理由がボソンジャンプの危険性を世間に示す事でもあり、その目的自体は果たせたからでもある。
秋山源八郎（あきやま げんぱちろう）
声：松本保典
優人部隊に所属する戦艦「かんなづき」艦長にして巨大ロボット「デンジン」パイロット。ナデシコと知能戦を繰り広げる。豪快にして沈着冷静、かなりの切れ者で、月臣と共に熱血クーデターの中心人物となった。微妙に間違った諺（「二兎追う者はアブハチ取らず」等）を用いる。ナデシコ艦長を女性とは知らず「快男児」と呼び、彼からの通信を読んだユリカは激怒していた。思慮深い人物でもあり、地球と木星の対立に関しては、九十九の和平に賛同していた。
火星での決戦時は、本来はデンジンのパイロットであったものの、既に亡き九十九の搭乗していた「ダイテツジン」に登場して出撃した。後に、月臣から真実を聞かされた上で「熱血クーデター」の指揮を執り、地球側と木星側の和平の為に一役買った。
終戦後は連合宇宙軍に出向（階級は少将）していた。メグミとホウメイガールズのバックバンドに参加したがミスマル・コウイチロウと一緒に大太鼓を叩いていた。
高杉三郎太（たかすぎ さぶろうた）
声：三木眞一郎
戦艦「かんなづき」副長。木連将校らしい熱血漢。「デンジン」に乗って出撃するもあえなく撃破されるが、無事脱出している。火星での決戦では再びパイロットとして出撃し、ゲキガンパンチでカキツバタを撃沈した。パイロットスーツは「ゲキ・ガンガー3」のアキラと同じ学ラン姿。
劇場版以降については#タカスギ・サブロウタを参照。

### その他
アイちゃん
声：川上とも子
火星会戦の際、地下シェルターに避難していたアキトが出会った幼女。シェルターが木星トカゲに襲撃された際、アキトは彼女を守るために果敢に戦いを挑むが絶望的な状況に追い込まれる。直後にわけもわからぬまま地球に飛ばされてしまったせいで、アキトは彼女が死んだものと思っており、彼女を守れなかったことがトラウマとして焼き付いてしまう。
実はアキトのボソンジャンプ現象に巻き込まれて過去に飛ばされていた。その後、ボソンジャンプを作り出した古代の人によって現代（戦争終結直前の火星遺跡内）に送り返される。しかしながらその直後に、遺跡ユニットによって再び20数年前にジャンプアウトしてしまう。その際に彼らから託されたプレート（内容はデータと、古代人からの「いつか会いに行く」というメッセージが入っている）をイネスに残した。その時のショックで記憶を無くし、ネルガル重工の研究者に火星の砂漠で拾われる。
アイちゃんの母親
声：中川玲
アイちゃん（イネス）の母親。木星蜥蜴の襲撃で死亡した。アイちゃんの大好きな人はお母さんである。
サイゾウ
声：菅原淳一
地球にやってきたアキトが第1話で世話になっていた、佐世保（ここにはネルガルの地下ドックがあり、ナデシコはここで建造されていた）にある定食屋「雪谷食堂」（中華料理がメイン）の主人。アキトにとって、ホウメイと並ぶもう一人の師匠。またナデシコから逃亡してきたアキト達を、第23話で匿ってくれたりもした。
プレミア国王
声：飛田展男
ピースランド王国の国王にして、ルリの実父。ピースランドはスイスランドと並ぶ永世中立国で王政国家だが、その前身はギャンブルや観光を楽しむテーマパークであった。プレミア国王は、そのテーマパーク経営者の曾孫にあたる。長く子宝に恵まれなかったプレミア夫妻（王妃・声：横山智佐）は、医学的にでも子供を授かる事を望んだ。それがルリである。しかしその医療施設が、彼らとは何の関係もないテロリストの襲撃に遭い、ルリの受精卵は行方不明に。以後ルリ自身は他の研究所で無事生まれ、ナデシコに乗り込む事となっていく。プレミア国王はルリの消息を探し続け、その間子供を何人も授かったが、第18話にてやっと発見する事が出来た。プレミア王国は世界のあらゆる娯楽・文化が集まっているが、ルリは「どこかの国のマネばかり」と酷評していた。
テンカワ夫妻
アキトの両親で、ネルガル研究者。アキトが地球に移住するユリカを見送りに行った日、火星で起きたクーデターに巻き込まれ死亡。幼いアキトは遺体を目の当たりにしてしまい、両親の死にユリカ（というより軍人である父・ミスマル提督）が関わっていると考えるようになってしまった。アキトの持っていた「CC」は父母の形見でもある。しかし、真実は彼らが火星遺跡やCC等の情報を公開しようとした為に、その遺跡の技術やそこから生まれる利益の独占を目的としたネルガルによる謀殺であった。命じたのは当時のネルガル会長、つまりアカツキの父親である。
少女パイロット（イツキ・カザマ）
声：矢島晶子
退艦勧告を受け、ナデシコを去るアキトの代わりに補充されたエステバリスパイロット。ジンタイプに果敢に向かっていったが、そのボソンジャンプに巻きこまれてコックピットごと吹き飛んでしまった。リョーコからは「新入り」と呼ばれていた。
元々は名前などのキャラ設定は無かったが、後のセガサターン用ゲーム『The blank of 3years』にのみ、ルートによって異なる設定で再登場する。
アクア・クリムゾン
声：水谷優子
第10話に登場する。バリアに強みを持つ、地球圏内有数の兵器メーカー「クリムゾン・グループ」社長の一人娘で、社が所有する南の島「テニシアン島」に豪邸を構えて一人暮らしをしている。「悲劇のヒロイン」に憧れるなど極度の妄想持ちで、テニシアン島に墜落したチューリップの調査の為にナデシコが同島に着いた際に出合ったアキトを「運命の人」として家に招き、痺れ薬入りの料理を食べさせた上でチューリップに張ったバリア（当然自社製品）を解除し蜥蜴の襲来を招き「彼と共に最後の時を迎えよう」とする。これ以外にも自分の為だけの漫画作品を描いてもらうよう、漫画家を誘拐しようとする（未遂に終わる）など、クリムゾン家では「問題児扱い」されている。
久美
声：本井英美
第15話と第16話に登場。2週間前の月にボソンジャンプしたアキトがお世話になっていた、月の食堂一家の娘で、明るく優しい女の子。居候のアキトにも妹のように懐いており、思い悩むアキトを励まそうとする場面もあった。しかし木連の攻撃（月臣の搭乗するマジンの襲撃）で、突如として母親を亡くしてしまう。最後に第16話においてワンシーンのみ登場するが、母親の亡骸の前で涙を流しながら、憎しみの表情を浮かべている姿をアキトは目にする。
イケダ
声：真殿光昭
「新艦長コンテスト」を企画した代理店の、「ルリちゃんいいっすよねぇ」とくり返していたイケダと呼ばれる人物。実は『機動戦艦ナデシコ』のプロデューサーである読売広告社の池田慎一がモデルで、本人がルリのファンだったのだそうだ。
セガサターン用ゲーム『The blank of 3years』では、芸能事務所のプロデューサーとして登場する。
ナレーション
声：飛田展男
第1クールおよび第24話の次回予告を担当。独特の流暢な語り部であらすじを説明する。時折担当脚本家の名前とその代表作アニメをアピールするという楽屋ネタも展開した。なお、同じ飛田展男が演じていたのに引っ掛けて、予告時に「君は刻（とき）の涙を見る…」という『機動戦士Ζガンダム』の次回予告のキメ台詞のパロディで、「刻（とき）の涙を君は見る…」というセリフを言ったことがある。
なお第14話の次回予告ではユリカ役の桑島が実名で担当している。

## 劇場版の登場人物
マキビ・ハリ
声：日髙のり子
愛称は「ハーリー」。連合宇宙軍少尉で、ナデシコBの副長補佐。11歳。ルリやラピスと同じく遺伝子操作によって生まれた少年である。能力は申し分なかったがコミュニケーション能力が不足していたルリの反省点を踏まえ、一般家庭の夫婦に預けられ育てられた普通の子供らしい性格。普段は副長補佐としてサブロウタのフォローに気を配っているが、彼からはおちょくられ気味で端からみるといい漫才コンビである。ルリを姉の様に慕っており、ルリからは弟分として可愛がられている。愛称のハーリーは、ルリが付けた。また劇中からも新たに、ミナトにも懐く様になっていた。
名前の由来は七宝の一つで、石英のことを指す「玻璃」から。
タカスギ・サブロウタ
声：三木眞一郎
ナデシコBの副長で、連合宇宙軍大尉。25歳。元木連優人部隊所属であるが、熱血クーデター後に、超人的な能力を持つルリの身の安全を危惧した秋山の命令で、ミナト家に引き取られていたルリの護衛として、その近所に住んでいた。その際にサーファーに変装したのがきっかけで、TVシリーズでの硬派な姿から一転、金髪の軟派な姿になる。しかしその変貌した外見とは違い、実直である中身までは変わっていない。木連式武道の優れた使い手で、身体能力も極めて高い。
普段は軽い調子でハーリーをからかいながらも、面倒見の良い兄貴分としてコンビのようになっている。またルリに対してのみ「姫に付き従う騎士」のように振る舞っている。劇中での付き合いから、リョーコとは微妙な関係になっている。火星の後継者との決戦ではスーパーエステバリスを駆り、リョーコやヒカル、イズミの3人とふざけた調子ながらも見事に連携し北辰の部下と戦った。
北辰（ほくしん）
声：山寺宏一
「火星の後継者」の諜報部所属非合法活動部隊「北辰七人衆」の隊長。搭乗機体は夜天光。木連時代は草壁直属の暗殺集団のリーダー。
アキトやユリカを始めA級ジャンパーを事故に見せかけて誘拐した張本人でもある。その因縁もあり、アキトとは幾度も激闘を繰り返すことになる。ナデシコCにより火星全域のシステムが掌握され火星の後継者の敗北が決した中、負けを承知した上で部下と共に登場、アキト達との決着を望み、彼と激突。最終的には夜天光もろとも撃破された。
この際、全システムが掌握された火星の上であって北辰達の機体だけは動けていたが、それは北辰との対決を望むアキトの気持ちを汲んだルリ個人の計らいによるものである。
特別版のドラマCDによると、夜天光の残骸からは北辰の遺体は見つからなかった。
北辰六人衆
北辰の部下で、常に行動を共にしている。暗殺術に優れ、木連式抜刀術を使いこなす。また機動兵器・六連では、連携プレーによる攻撃を行う。
ラピス・ラズリ
声：仲間由紀恵
ルリと同じく遺伝子操作によって生まれた少女。年齢は不詳だが、ハーリーと同じ11歳前後と推測される。ネルガルの研究所から、「火星の後継者」の北辰達によって拉致されていた。それをアキトが「火星の後継者」を追う過程で彼らの研究所にて発見、救出した。その後、感覚を失ったアキトをサポートするために行動を共にするようになる。ネルガルが秘密裏に建造した戦艦「ユーチャリス」の運用を一人で行い、ターミナルコロニー「アマテラス」襲撃の際にはアマテラスのシステムへのクラッキングを行いアキトを遺跡の許まで導くなど、ルリに勝るとも劣らない能力を見せた。
作中の殆どの彼女はほぼ全て無表情かつ無口で、感情が無いような無機質で抑制的な雰囲気を醸していたが、北辰及び彼女自身の回想においては恐怖の表情を浮かべ怯えているカットが入っているため、決して感情が無い訳ではないようである。
火星極冠の決戦時、ルリに対して「私はアキトの目、アキトの耳、アキトの手、アキトの足…」と語っており、アキトとの間に異常なまでの繋がりがあることが推測されるが、ストーリー中では多くは語られなかった謎多きキャラクターである。
名前の由来は、宝石で七宝の一つでもある「瑠璃」の英名「ラピスラズリ」から。
ムネタケ・ヨシサダ
声：真殿光昭
地球連合宇宙軍参謀長で階級は中将。TV版で死亡したムネタケ・サダアキの父親。TV版でも子供の頃のサダアキと写っている若かりし頃の写真が見られた。外見はサダアキそっくりだが、性格は正反対で有能な将官。
アズマ
声：飯塚昭三
統合平和維持軍准将。ターミナルコロニー「アマテラス」の警備責任者。周囲が辟易するほどの熱血漢。蜥蜴戦争時は宇宙軍以外の軍に所属していたらしく宇宙軍に対する敵愾心は非常に強い。戦術に関してはお世辞にも優秀な指揮官とは言えない所が多々あった。火星の後継者の一斉蜂起の際に拘束されたが、以後の経緯は不明。
ヤマサキ・ヨシオ
声：若本規夫
コロニー開発公団の次官だが、実は「火星の後継者」の科学者。生体ボソンジャンプの研究をしている。ユリカを演算ユニットとして組み込み、イメージ伝達率をほぼ100%まで成功させるという非人道的な手段をとった。優秀な科学者だが、その原理を説明する際に少女漫画を用いて、且つ落語調に解説するなどのユーモアの溢れるキャラクターで、不思議と存在感は強かった。
アララギ
声：立木文彦
連合宇宙軍大佐で、戦艦ライラック艦長。月へ向かうルリ達のシャトルに、護衛艦隊を引き連れ現れた。ルリの事を「宇宙に咲きし白き花」「電子の妖精」「宇宙の宝」と賞賛し、通信時の映像を録画して部下達に見せるつもりだった。彼ら部下達も同じくルリファン。
元木連優人部隊所属でTV版第19話にも登場、有人ミサイル実験部隊の指揮を執った。
マユミお姉さん
声：三石琴乃
ターミナルコロニー「アマテラス」の見学コースのインストラクター。仕事中はカツラをかぶっている。
ヒサゴン
声：林原めぐみ
ヒサゴ・プランのマスコットキャラクター。見学コースの案内を務める着ぐるみ。

## ゲーム版登場人物

### 機動戦艦ナデシコ The blank of 3years
主人公
『The blank of 3years』の主人公、ゲームオリジナルキャラ。TV版最終話のボソンジャンプ後、木連優人部隊の制服を着ていつの間にかナデシコ艦内にいたが記憶喪失。ゲームはマルチシナリオ、マルチエンディングなので展開により素性が異なるが、どのシナリオでもかなり波乱万丈な人生を送っており、この人物の素性が物語の大きなキーになる。殆ど姿が描かれない一人称主体のゲームであることを利用して、ゲームの進め方によっては実は女性だった、と言うケースもある。
イツキ・カザマ
声：矢島晶子
『The blank of 3years』のヒロイン。TV版第13話でナデシコを下ろされたアキトの交代要員。テツジンのボソンジャンプに巻き込まれ殉職となっていたが、主人公のポケットから彼女の写真が出てくる。主人公同様に彼女の素性や結末はシナリオの展開次第で異なるゲームオリジナル設定となっている。「イツキ」が名で、「カザマ」が姓である。
ラビオ・パトレッタ
声：水谷優子
パイロット訓練生の一人。教官となったリョーコの教え子でもっとも優秀。デザインは本編でキャラクター原案をつとめた麻宮騎亜が担当。ナデシコクルーの中ではまともな性格だが、実はゲキガンガー好き。シナリオ3「『思いで』は刻(とき)のかなたに…」に登場。
アサミ・ミドリヤマ
声：今井由香
プロダクション・ラ・グルン所属の新人アイドル歌手。本名「アサミ・カザマ」。歌手としてデビューする前に子役もしており、芸歴15年のベテランでもある。容姿はイツキと瓜二つ。シナリオ4「キミがめざす『遠い星(アイドルスター)』」に登場。
神宮司レツ
声：関智一
ガイに瓜二つの青年。実写版ゲキガンガーの天空ケン役に選ばれた。元木連優人部隊所属でジン・シリーズのパイロットだった。シナリオ5「ゲキガン・シティの『ひみつ』」に登場。
国分寺ナナコ
声：南央美
ゲキガンガーのヒロイン国分寺ナナコに瓜二つの女性。実写版ゲキガンガーの同名の役に選ばれた。主人公の過去を知っている。なお、シナリオ5の導入では主人公のポケットからイツキの写真ではなくナナコの写真が出てくる。シナリオ5「ゲキガン・シティの『ひみつ』」に登場。
サファイヤ
声：桑島法子
ゲキガンガーのサファイヤに瓜二つの女性。実写版ゲキガンガーの同名の役に選ばれた。シナリオ5「ゲキガン・シティの『ひみつ』」に登場。
アクアマリン
声：水谷優子
ゲキガンガーのアクアマリンに瓜二つの女性。実写版ゲキガンガーの同名の役に選ばれた。シナリオ5「ゲキガン・シティの『ひみつ』」に登場。
国分寺博士
声：小杉十郎太
ゲキガンガーの国分寺博士に瓜二つの人物。彼は役者ではなく本物の科学者。シナリオ5「ゲキガン・シティの『ひみつ』」に登場。

### 機動戦艦ナデシコNADESICO THE MISSION
シャロン・ウィードリン
声：松谷彼哉
クリムゾングループの最高幹部の一人で、クリムゾンの会長の孫娘にあたる。ボソンジャンプの独占を企んでおり、火星の後継者の残党と裏で手を組んでいる。ちなみにTV版第10話にゲストキャラとして登場したアクアは彼女の異母妹。両親がアクアを偏愛している事から不仲であり（母の姓である「ウィードリン」を名乗っていることもこれが理由）、クリムゾングループを掌中に収めようとしている。
南雲義政（なぐも よしまさ）
声：堀内賢雄
火星の後継者のNo.3だった人物。元統合軍中佐。劇場版でも一瞬ながら登場している。本作では、シャロンと結託して逃げ延びた火星の後継者残党を率いていた。